# Adolf des Barres
Franz Wilhelm Hermann Gustav Adolf des Barres (* 16. September 1814 in Neuwied; † 31. Dezember 1873 in Bleichfelde) war ein preußischer Generalmajor.

## Leben

### Herkunft
Adolf war ein Sohn des gleichnamigen preußischen Hauptmanns Adolf des Barres (1788–1828) und dessen Ehefrau Wilhelmine, geborene Luedemann (1790–1835). Der preußische General der Infanterie Julius von Vallet des Barres (1820–1897) war sein jüngerer Bruder.

### Militärkarriere
Barres besuchte Privatschulen in Köln und Mainz sowie das Gymnasium in Köln. Am 16. September 1829 trat er als Musketier in das 35. Infanterie-Regiment (3. Reserve-Regiment) der Preußischen Armee in Mainz ein und avancierte bis Ende Oktober 1832 zum Sekondeleutnant. Nach kurzzeitigen Kommandierungen zur Reserve-Pionier-Kompanie in Mainz sowie zum Lehr-Infanterie-Bataillon erfolgte am 1. Oktober 1840 seine Kommandierung als Erzieher zum Kadettenhaus Bensberg. Unter Beförderung zum Premierleutnant wurde Barres am 9. April 1846 zum Kadettenhaus Kulm versetzt und Ende April 1850 unter Belassung beim Kadettenkorps à la suite des 40. Infanterie-Regiments (8. Reserve-Regiment) gestellt. Ab Mitte November 1850 war er als Abteilungsvorstand beim Kadettenhaus Kulm tätig, wurde Anfang Dezember 1851 Hauptmann und kehrte am 10. Juni 1856 mit der Ernennung zum Kompaniechef im 40. Infanterie-Regiment (8. Reserve-Regiment) wieder in den Truppendienst zurück. Nachdem Barres im Juni/Juli 1859 als Kompanieführer beim Landwehr-Bataillon in Gräfrath kommandiert war, wurde er am 13. November als Major in das 11. Grenadier-Regiment versetzt und am 1. Juli 1860 zum Kommandeur des I. Bataillons in Breslau ernannt.
Als Oberstleutnant führte Barres sein Bataillon 1866 im Deutschen Krieg in der Schlacht bei Langensalza. Dabei gelang es ihm über mehrere Stunden eine Stellung bei Merxleben zu behaupten und sah sich auf dem Rückzug vier Mal Attacken von überlegener hannoverscher Kavallerie ausgesetzt. Diese konnte Barres trotz Kapitulationsaufforderungen abschlagen und seine Einheiten und die Fahne unter Verlusten zurückführen. Für sein umsichtiges Verhalten wurde ihm daraufhin die höchste preußische Tapferkeitsauszeichnung, der Orden Pour le Mérite, verliehen. Im weiteren Verlauf des Krieges nahm er im Rahmen des Mainfeldzuges noch an den Gefechten bei Uettingen und der Beschießung von Würzburg teil.
Nach dem Friedensschluss wurde Barres am 30. Oktober 1866 zum Kommandeur des neu gebildeten Infanterie-Regiments Nr. 85 in Rendsburg ernannt und in dieser Stellung am 31. Dezember 1866 zum Oberst befördert. Aus gesundheitlichen Gründen war es ihm nicht möglich eine Brigade zu übernehmen. Er wurde daraufhin am 12. April 1870 unter Stellung à la suite seines Regiments zum Kommandanten von Saarlouis ernannt. Am 18. August 1871 erhielt er den Charakter als Generalmajor. Mit der Verleihung des Patents zu seinem Dienstgrad erfolgte am 16. März 1872 seine Ernennung zum Kommandeur der stellvertretenden 8. Infanterie-Brigade in Bromberg, da der aktive Kommandostab nach dem Krieg noch zur Okkupationsarmee in Frankreich gehörte. Gesundheitsbedingt stellte man Barres unter Verleihung des Roten Adlerordens II. Klasse mit Eichenlaub am 9. August 1873 mit Pension zur Disposition, er verstarb allerdings bereits Ende des Jahres an einem schweren Leiden.

### Familie
Barres hatte sich am 27. Mai 1848 in Bensberg mit Pauline Horn (1820–1892) verheiratet. Aus der Ehe ging der spätere preußische General der Infanterie Karl von Vallet des Barres (1855–1919) hervor, der wie alle lebenden Mitglieder der Familie des Barres am 6. November 1893 durch Kaiser Wilhelm II. als „von Vallet des Barres“ in den erblichen preußischen Adelsstand erhoben wurde.